# EC Rio Verde
EC Rio Verde is een Braziliaanse voetbalclub uit Rio Verde, in de deelstaat Goiás.

## Geschiedenis
De club werd in 1963 opgericht en speelde in 1975 voor het eerst in de hoogste klasse van de staatscompetitie. De club speelde daar met enkele korte onderbrekingen tot 1995. De club verdween enkele jaren van het toneel, maar keerde ook weer terug. In 2012 keerde club terug voor twee seizoenen. In 2017 keerde de club opnieuw terug, maar moest ook nu na twee seizoenen weer een stap terug zetten.